# British Academy of Film and Television Arts
British Academy of Film and Television Arts (BAFTA) è un'organizzazione britannica che premia annualmente opere cinematografiche, televisive e interattive.

## Storia
BAFTA è stata fondata nel 1947 come The British Film Academy, da David Lean, Alexander Korda, Carol Reed e Charles Laughton, e da altre figure di primo piano dell'industria cinematografica britannica.
Nel 1958 si è fusa con la The Guild of Television Producers and Directors formando la The Society of Film and Television, che divenne British Academy of Film and Television Arts nel 1976. Dal 1976 la fondazione ha esteso il suo campo di giudizio alle opere televisive e a quelle multimediali.
BAFTA è un'organizzazione indipendente il cui scopo è sostenere, sviluppare e promuovere le forme d'arte dell'immagine in movimento, individuando e premiando l'eccellenza. BAFTA è supportato da circa 6 mila persone provenienti dal mondo del cinema, della televisione e delle industrie di videogiochi. La sede principale è a Piccadilly a Londra, ma ha anche filiali in Scozia (BAFTA Scotland), Galles (BAFTA Cymru), New York (BAFTA East Coast) e Los Angeles (BAFTA / LA).
Il premio raffigura una maschera teatrale creata dalla scultrice statunitense Mitzi Cunliffe, commissionato dalla Guild of Television Producers nel 1955. La consegna dei BAFTA anticipa di circa 15 giorni il più prestigioso avvenimento della notte degli Oscar, che si tiene a fine febbraio a Los Angeles. I BAFTA sono considerati l'equivalente britannico degli Oscar, nonché uno dei più prestigiosi premi del cinema al mondo (dopo gli Oscar e i Golden Globe).

## Premi
Le categorie attualmente giudicate sono: film, televisione, film per bambini, programmi interattivi

### British Academy Film Awards
I premi BAFTA che si occupano della valutazione delle opere cinematografiche è conosciuta come British Academy Film Awards. La cerimonia di premiazione ha sempre avuto luogo nel mese di aprile o maggio, ma dal 2002 la cerimonia è stata anticipata al mese di febbraio, al fine di precedere gli Oscar. I premi sono per lo più aperti a tutte le nazionalità, escludendo le categorie "miglior film britannico" e "miglior emergente". Dal 2008 la cerimonia di premiazione ha luogo alla Royal Opera House.

### EE Rising Star Award
Riconoscimento assegnato annualmente a nuovi talenti del cinema britannico. Questo premio è stato sponsorizzato da Orange UK fino al 2012 ed è sponsorizzato da EE dal 2013.

### Televisione
Si occupa della valutazione delle opere televisive una sezione del BAFTA, il British Academy Television Awards, che giudica la migliore opera televisiva dell'anno.

### British Academy Children's Awards
Si occupa della valutazione delle opere cinematografiche e televisive indirizzate al pubblico dei bambini, una sezione del BAFTA, il British Academy Children's Film and Television Awards, nato nel 1995, che giudica la migliore opera per l'infanzia, sia a livello cinematografico sia televisivo.

### British Academy Video Games Awards
Si occupa della valutazione delle opere interattive, come siti web e videogiochi, la sezione del BAFTA, BAFTA Interactive Entertainment Awards, nata nel 1998.